# Limnophila cancellata
Limnophila cancellata är en tvåvingeart som beskrevs av Alexander 1962. Limnophila cancellata ingår i släktet Limnophila och familjen småharkrankar.
Artens utbredningsområde är Bolivia. Inga underarter finns listade i Catalogue of Life.